# Armstrong Whitworth Ara
Armstrong Whitworth Ara là một loại máy bay tiêm kích hai tầng không thành công của Anh trong Chiến tranh thế giới I, do hãng Armstrong Whitworth chế tạo.

## Tính năng chiến thuật
Dữ liệu lấy từ War Planes of the First World War:Volume One: Fighters 
Đặc điểm tổng quát
- Kíp lái: 1
- Chiều dài: 20 ft 3 in (6.17 m)
- Sải cánh: 27 ft 5 in (8.36 m)
- Chiều cao: 7 ft 10 in (2.39 m)
- Diện tích cánh: 257 ft2 (23.9 m2)
- Trọng lượng rỗng: 1.320 lb (600 kg)
- Trọng lượng có tải: 1.930 lb (877 kg)
- Động cơ: 1 × ABC Dragonfly, 320 hp (239 kW)

Hiệu suất bay
- Vận tốc cực đại: 150 mph (242 km/h)
- Thời gian bay: 3¼ giờ
- Trần bay: 28.000 ft (8.500 m)
- Vận tốc lên cao: 2.200 [2] ft/min (11 m/s)

Vũ khí trang bị
- 2 × Súng máy Vickers .303 in (7,7 mm)